# Zaandam (stacja kolejowa)
Zaandam – stacja kolejowa w Zaandam, w prowincji Holandia Północna, w Holandii. Stacja została otwarta w 1869.
| Zaandam                       |  |                                      |
| Linia                         |  |                                      |
| Koog Bloemwijkodległość: 2 km |  | Amsterdam Sloterdijk odległość: 8 km |